# Aywaille
Aywaille [ɛwaj] (en wallon Aiwêye) est une commune francophone de Belgique située en Région wallonne dans la province de Liège, ainsi qu'une localité où siège son administration.

## Toponymie
Aywaille viendrait[style à revoir] du wallon Aiwêye qui signifie l'endroit où l'on passe l'eau à pied[réf. nécessaire]. Les habitants d'Aywaille s'appellent d'ailleurs les Aqualiens.

## Géographie

### Sections de commune
| # | Nom                | Superf. (km2) | Habitants (2020) | Habitants par km2 | Code INS |
| - | ------------------ | ------------- | ---------------- | ----------------- | -------- |
| 1 | Aywaille           | 20,30         | 5.600            | 276               | 62009A   |
| 2 | Sougné-Remouchamps | 35,94         | 4.379            | 122               | 62009B   |
| 3 | Harzé              | 19,20         | 2.050            | 107               | 62009C   |
| 4 | Ernonheid          | 4,50          | 365              | 81                | 62009D   |

### Communes limitrophes
|                            | Sprimont            |       |
| Comblain-au-Pont Ferrières | Aywaille            | Theux |
| Ferrières                  | Ferrières, Stoumont |       |

### Description de la commune
Localité touristique, on peut y faire des randonnées à pied ou à vélo. Ses principales attractions sont les grottes de Remouchamps avec la voie souterraine navigable la plus longue au monde, un parc animalier (Le Monde Sauvage) et plusieurs châteaux, dont celui de Harzé.
Depuis le 1er janvier 1977, elle rassemble les anciennes communes d'Aywaille, Sougné-Remouchamps, Harzé et Ernonheid ainsi que Deigné qui appartenait à la commune de Louveigné.
Elle est jumelée avec diverses communes de France, d'Allemagne et fait partie du Groupement régional économique des vallées de l'Ourthe, de la Vesdre et de l'Amblève (GREOVA) et de la maison de tourisme du Pays d'Ourthe-Amblève dont l'office se trouve à Remouchamps.
Aywaille est une commune de 82 km2, la plus grande en superficie des 24 communes de l'arrondissement de Liège. À cheval sur le Condroz, la Calestienne et l'Ardenne, Aywaille est situé à une bonne vingtaine de kilomètres au sud de Liège, quinze à l'ouest de Spa et soixante au nord de Bastogne. Sa population se chiffre à plus de 12 000 habitants, soit une densité de 154 habitants par km2. Son territoire se compose à 45,7 % de zones boisées et incultes, 29,9 % de zones agricoles et 24,4 % de zones urbanisées.
L'autoroute E25 (A26) traverse le territoire de la commune du nord au sud, sur 11 km et deux sorties (no 46 et no 47) qui desservent respectivement Sougné-Remouchamps et Harzé. La commune comporte 42 km de routes régionales et les routes communales s'étalent sur 266 km. La route nationale 86 part du Sud d’Aywaille vers le sud-ouest pour rejoindre Ave (Ave-et-Auffe) en province de Namur après un parcours au centre de la Région wallonne.
L'Amblève est la rivière qui traverse la commune d'est en ouest sur un parcours de 15 km. Elle y reçoit plusieurs affluents comme la Chefna à Quarreux, le Ninglinspo à Sedoz, le ruisseau du Fond de Harzé à Aywaille ou encore la rivière souterraine du Rubicon issue du Vallon des Chantoirs et des grottes de Remouchamps. Plusieurs côtes bien connues des cyclistes se trouvent sur le territoire de la commune et s'extraient de la vallée de l'Amblève. On peut citer la célèbre Côte de La Redoute mais aussi la côte de Chambralles, la côte des Crétalles ou encore la côte de Niaster depuis la vallée du ruisseau de Fond de Harzé.

### Description de la ville
La ville a été créée au confluent de l'Amblève et du ruisseau du Fond de Harzé appelé à Aywaille ruisseau du Chalet. Ce ruisseau a été recouvert dans une grande partie de sa traversée d'Aywaille. Il se jette en rive gauche de l'Amblève quelques mètres en aval du pont. Sur la rive opposée (au nord), le ravin de Nierbonchera provoque une coupure dans l'imposant versant abrupt et boisé qui domine la ville . Ce versant se prolonge à l'est par la Heid des Gattes tandis qu'à l'ouest, se dressent les ruines du château d'Amblève. Au sud, le Thier Bosset et, à l'ouest, la colline de Cwimont (surmontée d'une grande croix en bois) et le hameau de Septroux finissent d'entourer la cité.
La principale église d'Aywaille ne se situe pas au centre de la ville mais à Dieupart, en direction de Remouchamps. Elle fut construite vers 1180, sous le site des actuelles ruines du Vieux-Jardin.
Le centre d'Aywaille compte quand même un édifice religieux : la petite église Saint-Pierre date du XIe siècle. On peut observer plusieurs maisons anciennes principalement dans la rue Hongrée.
La ville d'Aywaille est un important centre commercial et touristique ainsi qu'un carrefour routier entre les N.30 (Liège - Bastogne) et N.633 (Comblain-au-Pont - Remouchamps). La gare d'Aywaille se trouve sur la ligne de chemin de fer Liège - Gouvy - Luxembourg.
Aywaille est le pôle commercial du Pays d'Ourthe-Amblève grâce à ses nombreux magasins et ses diverses boutiques. La ville compte aussi de nombreux cafés et restaurants. La localité s'articule autour de la place Joseph Thiry. En été, le côté ouest de cette place est occupé par une suite de terrasses mises à la disposition des clients. On dénombre environ 150 commerces dans la localité. Un marché hebdomadaire se tient le samedi matin.
La cité aqualienne compte une piscine communale, un centre sportif, une grande plaine de jeux, un parc, une liaison piétonne et cyclable vers Sougné-Remouchamps ainsi que de nombreux clubs sportifs.

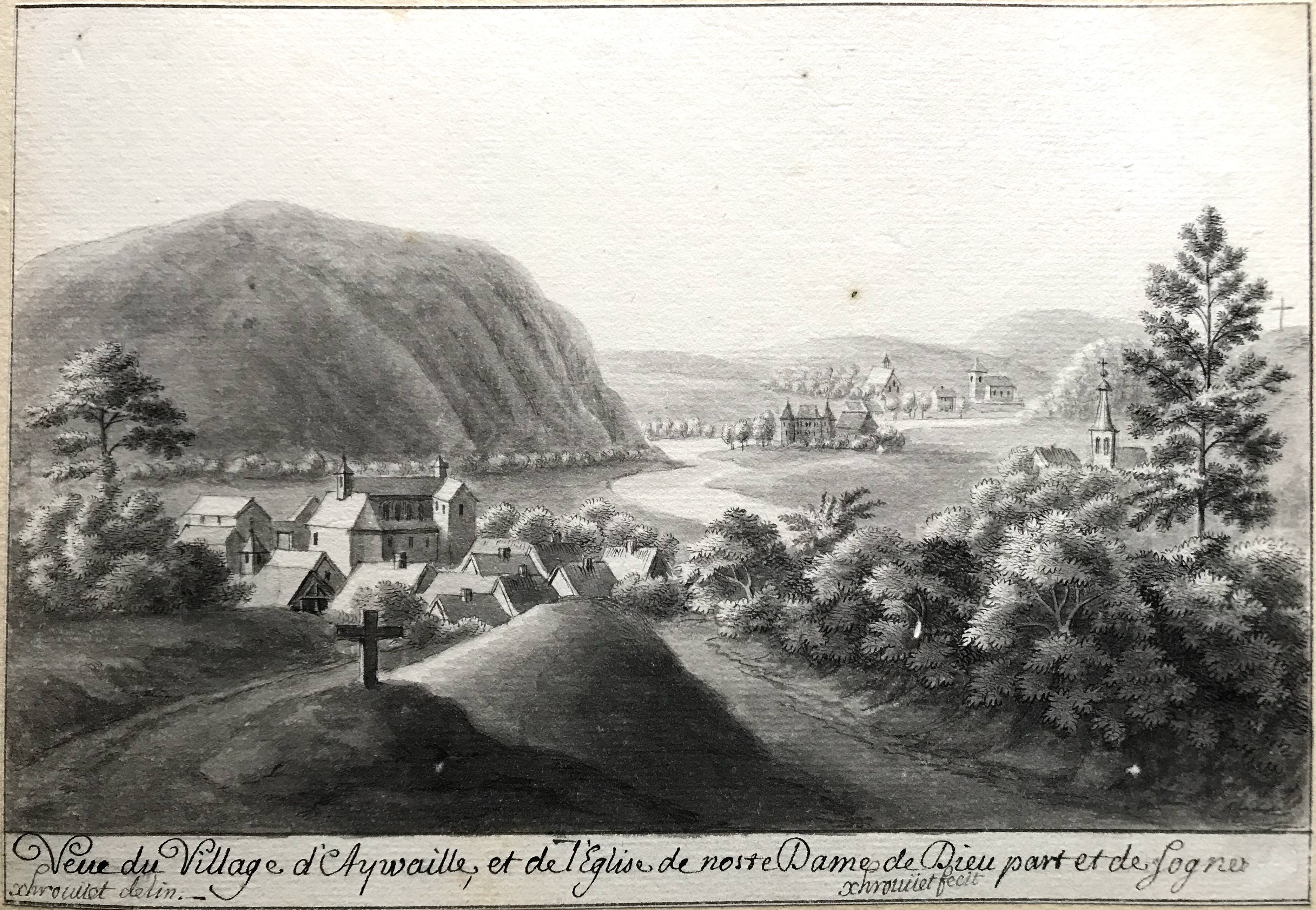
Aywaille, Dieupart et Sougné vers 1737.
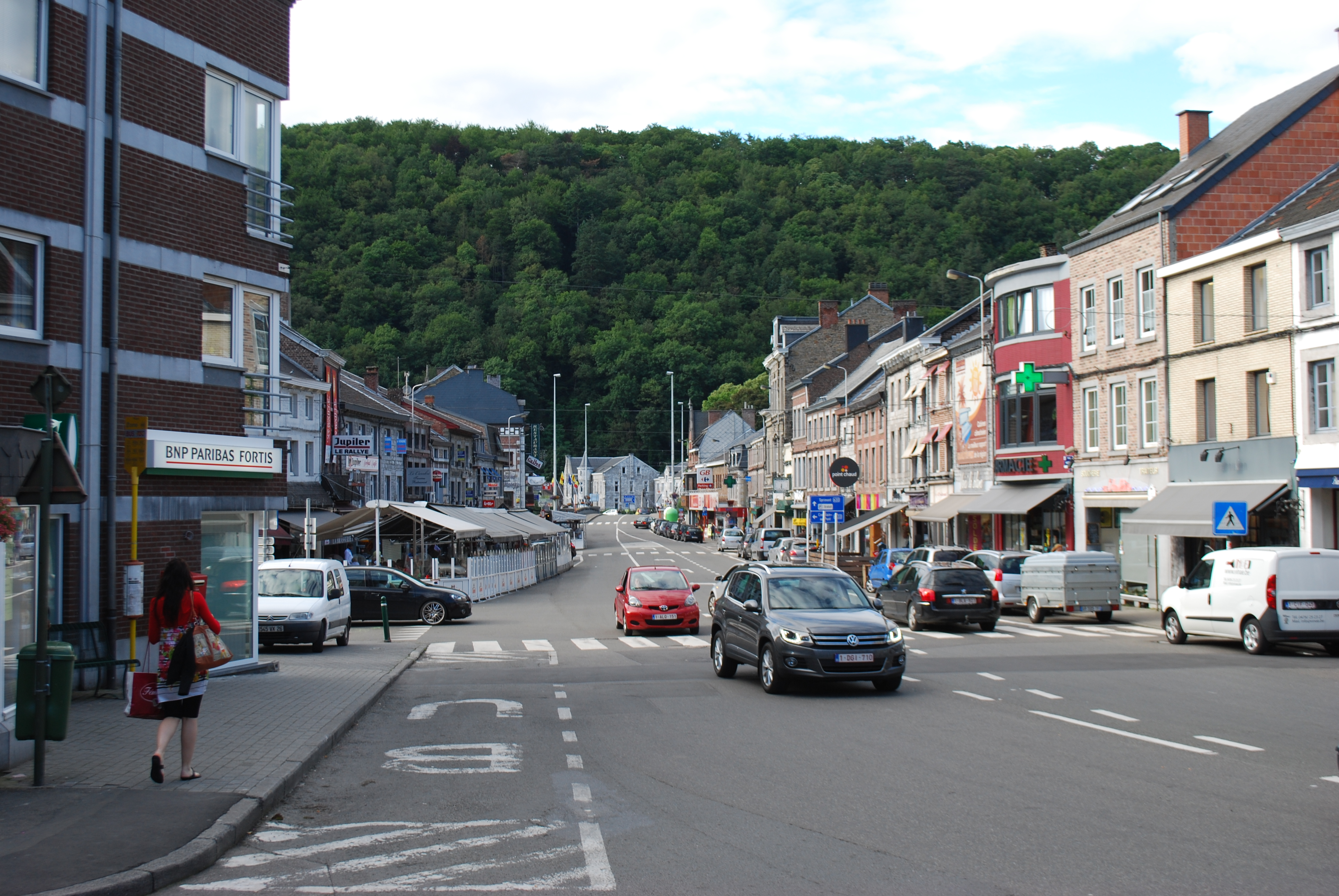
La place Joseph Thiry à Aywaille.
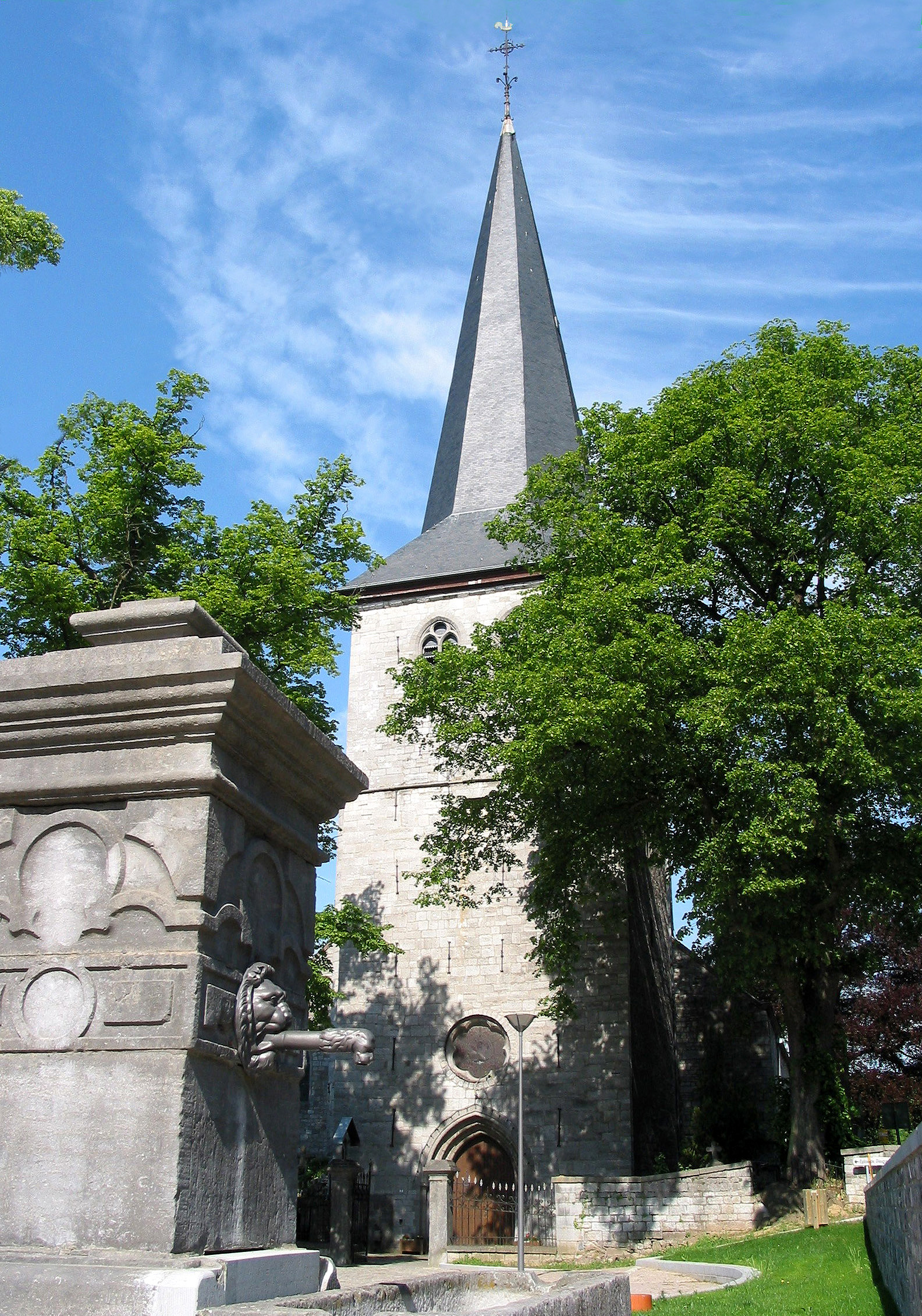
L’église Notre-Dame de Dieupart (XIIe – XIIIe siècle).
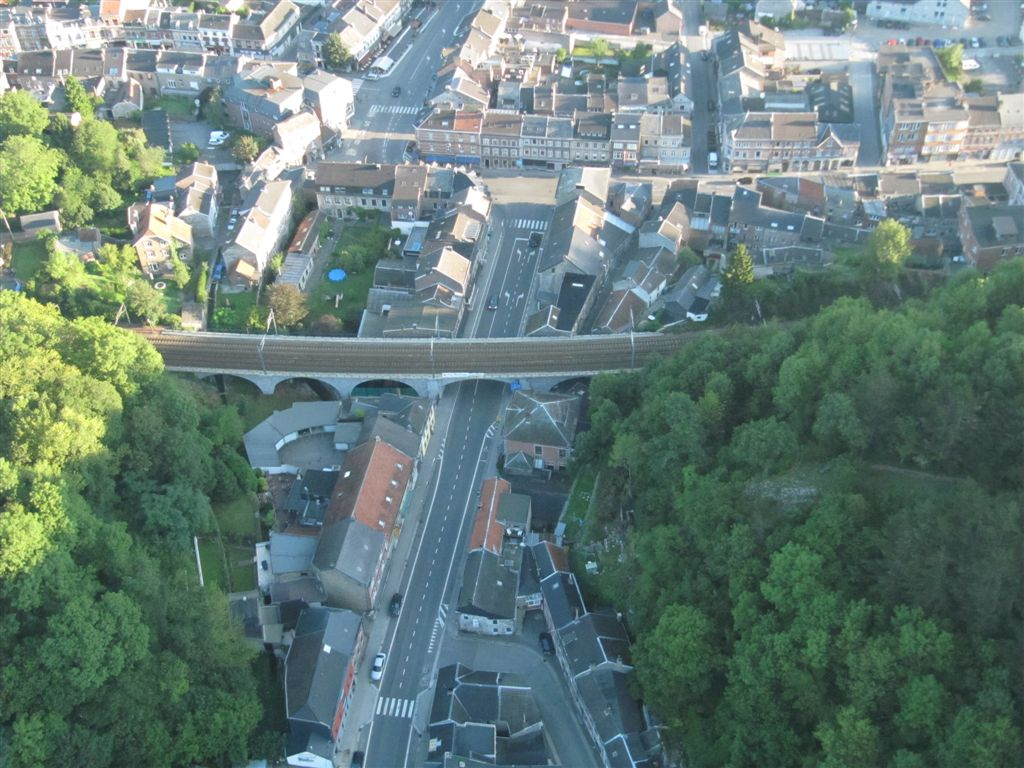
Vue aérienne du centre d'Aywaille.

### Villages et lieux-dits
La commune compte plus de 35 villages, hameaux et lieudits : Awan, Aywaille, Chambralles, Chant d'Oiseaux, Deigné, Dieupart, Emblève, Ernonheid, Fayhai, Faweux, Féronheid, Fy, Harzé, Hassoumont, Havelange, Hénumont, Houssonloge, Kin, La Levée, Martinrive, Niaster, Nonceveux, Paradis, Pavillonchamps, Pirombœuf, Playe, Pouhon, Priestet, Quarreux, Raborive, Rouge-Thier, Sécheval, Sedoz, Septroux, Sougné-Remouchamps, Stoqueu, Sur-la-Heid, Ville-au-Bois et Warmonfosse.

#### Sedoz
Le hameau de Sedoz, comportant une vingtaine de maisons, se trouve au confluent de l'Amblève et du Ninglinspo, pittoresque torrent ardennais. Important site touristique, ce ruisseau est renommé pour ses roches et ses cascades et est surnommé le Vallon des Chaudières.

#### Playe
Playe est un petit village situé à côté de l'autoroute E25, c'est pour cette raison que la nouvelle caserne des pompiers d'Aywaille y a été construite. Playe est aussi à proximité de La Redoute connue pour être une belle côte, notamment empruntée lors de Liège-Bastogne-Liège.

#### Deigné
Situé au milieu du vallon des Chantoirs, Deigné a fait partie des plus beaux villages de Wallonie. Le village tend à conserver son caractère rural et ses maisons datent pour la plupart du XVIIIe siècle. Deigné est aussi connu dans la région pour fêter chaque année, pendant le dernier week-end de juillet, "Deigné fleuri".

#### Sur-la-Heid
Sur-la-Heid se situe au sommet de la réserve naturelle de la Heid des Gattes et surplombe le village d'Aywaille et la vallée de l'Amblève qui coule au sud du hameau. Situé à proximité de la Côte de la Redoute connue pour être une belle côte, notamment empruntée lors de Liège-Bastogne-Liège. De ce fait nombreux cyclistes passent par le carrefour du village.

## Démographie

### Démographie: Avant la fusion des communes
- Source: DGS recensements population
- 1836: Annexion de Sécheval, Sougné en Sur-la-Heid (4,91 km2 avec 503 Habitants)
- 1919: Scission de Sougné-Remouchamps (19,29 km2  avec 2068 Habitants)

### Démographie: Commune fusionnée
En tenant compte des anciennes communes entraînées dans la fusion de communes de 1977, on peut dresser l'évolution suivante :
Les chiffres des années 1831 à 1970 tiennent compte des chiffres des anciennes communes fusionnées.
- Source: DGS , de 1831 à 1981=recensements population; à partir de 1990 = nombre d'habitants chaque 1er janvier[7]

## Histoire
La bataille de l'Amblève eu lieu à Aywaille en 716.
Depuis le Moyen Âge et jusqu'en 1795, les villages d'Aywaille et Harzé formaient une enclave du duché de Luxembourg et dépendaient du quartier de Durbuy.
En 1088, Reine, fille de Conon , comte d’Oltigen et nièce par sa mère de Conrad Ier, comte de Luxembourg, moniale du prieuré de Marcigny, donne l’alleu d’Aywaille à l'abbaye de Cluny. Les moines y fondèrent le prieuré Saint-Pierre, qui fut ensuite transmis aux jésuites.
En 1286, Jean le Victorieux, Duc de Brabant fut assiégé à Sprimont par les troupes d'Henri, Comte de Luxembourg. La cavalerie de Jean fut dépêchée sur place, forçant les luxembourgeois à se replier sur la rive gauche de l'Amblève après avoir détruit le pont d'Aywaille.
La cavalerie brabançonne traversa la rivière à gué et massacra les Luxembourgeois dirigés par le Comte de Houffalize. Il incendièrent Aywaille, le prieuré, l'église conventuelle et détruisirent le château de Montjardin de fond en comble.
En 1327 Jean l'Aveugle, Comte de Luxembourg et Roi de Bohême décida de reconstruire Le Château de Montjardin, à un quart de lieue de l'ancien sur une plate-forme étroite, élevée à 160 pieds au-dessus du cours d'eau.
Immense avantage, il commandait le cours de la rivière, était à pic de trois côtés, le quatrième étant précédé d'une petite cour et d'un fossé profond enjambé par un pont-levis. Il consistait en un donjon carré dont les murs avaient deux mètres d'épaisseur et se composait d'un rez de chaussée voûté, surmonté de trois étages composés chacun d'une seule salle. Un chemin couvert le reliait à une tourelle dont l'unique utilité, appréciable en cas de siège, était de fournir l'eau de source qui jaillissait un peu au-dessus de la rivière.
Historiquement, les sites de La Redoute et de la Heid des Gattes sont associés à la Bataille de Sprimont (ou notamment bataille de la Heid des Gattes), qui opposa en 1793 les troupes impériales autrichiennes aux troupes révolutionnaires françaises qui stationnaient de part et d'autre de l'Amblève.
En 1795, sous le régime français, Aywaille a fait partie du département de l'Ourthe. La dernière confrontation avec les Autrichiens a lieu en 1793, en partie sur le territoire de la commune, lors de la bataille de Sprimont.

## Héraldique
|  | La commune possède des armoiries qui lui ont été octroyées le 21 avril 1983. Blasonnement : Parti au 1 burelé d'argent et d'azur, de dix pièces au lion de gueules, couronné, armé et lampassé d'or. à la queue fourchue et passée en sautoir (qui est Luxembourg), au 2 d'argent au lion de gueules, couronné, armé et lampassé d'or à la queue fourchue et passée en sautoir (qui est Limbourg). - Arrêté de l'exécutif de la communauté : 21 avril 1983 Source du blasonnement : Heraldy of the World. |

## Politique et administration

### Élections communales de 2024
Ci-dessous, le tableau des résultats des élections communales de 2024.
| Parti | Parti             | Voix (2024) | Voix (2018) | % (2024) | % (2018) | +/-    | Sièges  | +/- | Collège |
| ----- | ----------------- | ----------- | ----------- | -------- | -------- | ------ | ------- | --- | ------- |
|       | LES ENGAGÉS       | 2.321       | -           | 28,61%   | -        | 0.0 %  | 7 / 23  | 7.0 | Non     |
|       | Progrès           | 784         | 982         | 9,66%    | 12,35%   | 2.69 % | 1 / 23  | 1.0 | Non     |
|       | Ensemble Aywaille | 3.699       | 3.381       | 45,59%   | 42,52%   | 3.07 % | 13 / 23 | 1.0 | Oui     |
|       | AltA              | 881         | -           | 10,86%   | -        | 0.0 %  | 2 / 23  | 2.0 | Non     |
|       | MCB               | 428         | -           | 5,28%    | -        | 0.0 %  | 0 / 23  | 0.0 | Non     |
|       | ECOLO             | -           | 1.125       | -        | 14,15%   | 0.0 %  | - / 23  | 3.0 | Non     |
|       | Aywail'Demain     | -           | 2.002       | -        | 25,18%   | 0.0 %  | - / 23  | 6.0 | Non     |
|       | STOP & CHANGE     | -           | 461         | -        | 5,80%    | 0.0 %  | - / 23  | 0.0 | Non     |
| Total | Total             | 8 113       | 7 951       | 100 %    | 100 %    |        | 23      |     |         |

### Conseil et collège communal 2024-2030
| Collège communal   |                    |                        |
| ------------------ | ------------------ | ---------------------- |
| Bourgmestre        | Thierry Carpentier | MR - Ensemble Aywaille |
| 1er Échevin        | Julie Benoit       | Ensemble Aywaille      |
| 2e Échevin         | Dominique Simon    | Ensemble Aywaille      |
| 3e Échevin         | Xavier Ehlen       | MR - Ensemble Aywaille |
| 4e Échevin         | Michaël Toussaint  | Ensemble Aywaille      |
| 5e Échevin         | Jérôme Corbesier   | Ensemble Aywaille      |
| Présidente du CPAS | Françoise Theate   | Ensemble Aywaille      |

### Liste des bourgmestres
- Joseph Bonmariage (1983-2002).
- Philippe Dodrimont (2002-2018).
- Thierry Carpentier (depuis 2018)[12].

## Patrimoine et culture

### Patrimoine architectural et sites

#### Liste du patrimoine exceptionnel de la Région wallonne
La commune d'Aywaille compte sur son territoire 4 sites repris sur la liste du patrimoine exceptionnel de la Région wallonne. Il s'agit de :
- la Heid des Gattes ;
- les grottes de Remouchamps ;
- la vallée du Ninglinspo ;
- les Fonds de Quareux.

#### Patrimoine religieux
Il existait jadis un prieuré fondé par les moines de Cluny à la suite de leur arrivée sur place en 1088. Les Jésuites occupèrent ensuite les lieux. Tous ces bâtiments furent sécularisés et vendus en 1785 .

#### Autres curiosités

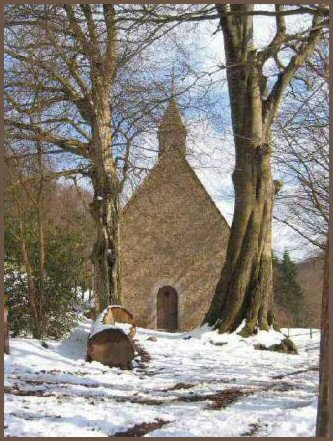
La chapelle Sainte-Anne des Pouhons.

La petite chapelle Sainte-Anne des Pouhons est un des derniers vestiges de l'activité industrielle que connut ce vallon de la Lembrée. Chaque année en juin, un petit déjeuner gratuit est organisé pour ses habitants.
À l'est de la commune, la région des chantoires se trouve dans la région calcaire de la Calestienne coincée entre le Condroz et l'Ardenne. Un chantoire (ou chantoir) est une perte hydrologique. Le vallon des Chantoirs, aux alentours de Deigné entre Louveigné et Sougné- Remouchamps, en est le plus beau représentant. Au sud du village d'Aywaille, la grotte du Chalet (qui ne se visite pas) est une résurgence des chantoires de Harzé et Pironbœuf.

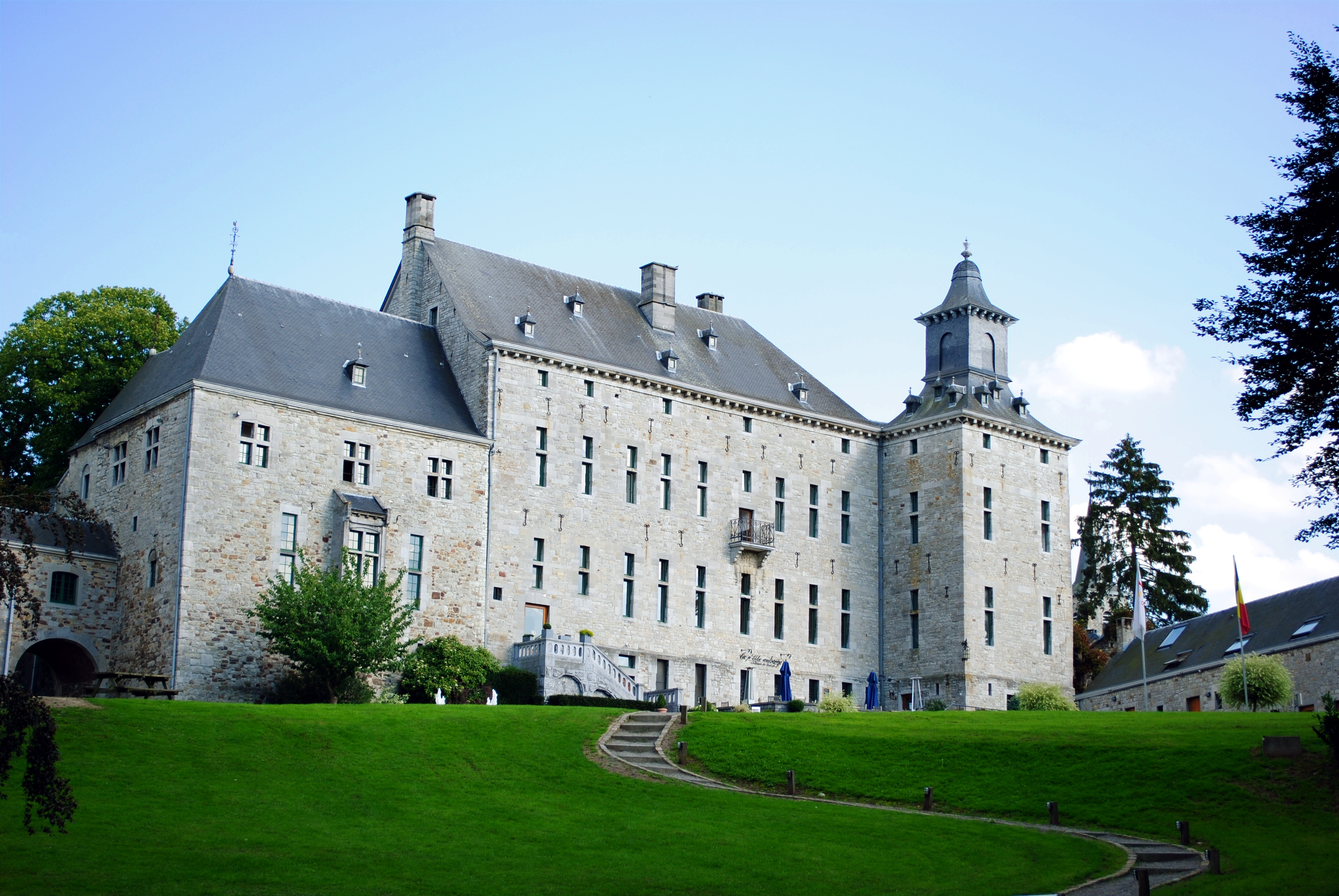
Le château de Harzé.

À l'entrée du village de Harzé, se dresse le château (XVIe-XVIIIe siècle). Accueillant divers évènements tels que la fête du fromage, il est depuis quelques années transformé en restaurant, auberge, salle de réception et accueille des séminaires.
Les carrières de Chambralles (aussi surnommées « les tartines de Chambralles ») surplombant la ville d'Aywaille sont classées depuis 1976. Elles sont généralement fréquentées par des promeneurs et autres reptiles (on y trouve par exemple la culeuvre à collier et le lézard des murailles).

#### Cimetières
Aywaille possède quatre cimetières, celui d'Awan situé à Awan-Centre, celui du Dieupart situé route du Dieupart, celui Nonceveux rue Lombry et celui de Sougné-Remouchamps.

## Enseignement

### Maternelles et primaires
Écoles communales d'Awan, de Nonceveux, de Harzé (école du Grand Mont), de Sougné-Remouchamps (école La Redoute), de Kin-Stoqueu (école A. Xhignesse).
École fondamentale de l'Athénée de Aywaille.
Écoles fondamentales Libres de Aywaille et de Deigné.
Institut Saint Joseph.

### Secondaires
Athénée Royal de Aywaille.
Centre scolaire Saint-Joseph - Saint-Raphaël.

## Économie

### Transports publics
La commune est notamment desservie par la ligne de bus 65, qui relie Liège à la gare d'Aywaille, ainsi que par la ligne de chemin de fer SNCB Liège - Gouvy - Luxembourg.

## Personnalités
- Le futur pape Grégoire X (1210-1276), prieur à Aywaille ;
- Jean-Joseph Havelange (1747-1798), dernier recteur de l'ancienne Université de Louvain ;
- Marcellin La Garde (1818-1889), écrivain, est né à Sougné ;
- Xavier de Theux (1838 - 1896), bibliophile et auteur de la Bibliographie liégeoise, modifia sensiblement le domaine de Montjardin ;
- Nellie van Kol (1851-1930), écrivaine et militante féministe néerlandaise, a vécu à Aywaille ;
- Paul Du Bois (1859-1938), sculpteur et médailleur né à Aywaille ;
- Marie-Rose Gaillard (1944-2022), coureuse cycliste, championne du monde sur route 1962, y est décédée ;
- Philippe Gilbert (°1982), coureur cycliste, a vécu à Sougné-Remouchamps ;
- Julian Quintart (°1987), célébrité en Corée du Sud, est né Sur-La-Heid et a étudié à l'Athénée Royal de Aywaille.